# Cortodera vanduzeei
Cortodera vanduzeei är en skalbaggsart som beskrevs av Linsley och Chemsak 1972. Cortodera vanduzeei ingår i släktet Cortodera och familjen långhorningar. Inga underarter finns listade i Catalogue of Life.